# پادشاه لی ژو
پادشاه لی از ژو (به چینی: 周厲王) با نام شخصی جی هو (به چینی: 姬胡)؛ دهمین پادشاه دودمان ژو در چین باستان بود. تاریخ سلطنت وی مورد اختلاف است، اما عموماً تصور می‌شود که او از ۸۷۷ تا ۸۴۱ پ. م یا ۸۵۷ تا ۸۴۲ پ. م حکومت کرده‌است.

## زندگی
پادشاه لی یک پادشاه فاسد و منحط بود. پادشاه لی برای پرداخت بهای خوشی‌ها و رذیلت‌هایش، مالیات‌ها را افزایش داد و باعث بدبختی رعایای خود شد. گفته می‌شود که او مردم عادی را از سود بردن از جنگل‌ها و دریاچه‌های عمومی منع کرد. او قانون جدیدی وضع کرد که به او اجازه می‌داد هر کسی را که جرأت می‌کرد علیه او صحبت کند،  با مرگ مجازات کند. 
حکومت بد پادشاه لی بسیاری از دهقانان و سربازان را مجبور به شورش کرد و لی در محلی به نام ژی در نزدیکی لینفن (۸۴۲ پیش از میلاد) به تبعید فرستاده شد. پسرش را یکی از وزیرانش در اختیار گرفت و پنهان کرد. هنگامی که لی در سال ۸۲۸ پ. م در تبعید درگذشت، قدرت به پسرش واگذار شد.

## خانواده
ملکه‌ها
- شن جیانگ از طایفه جیانگ ایالت شن (王姞 姞姓)؛ خواهر فرمانروای شن و مادر ولیعهد جینگ و شاهزاده یو

پسران
- ولیعهد جینگ (太子靜؛ مرگ ۷۸۲ پ. م)؛ پادشاه شوآن ژو
- شاهزاده یو (王子友؛ مرگ ۷۷۱ پ. م)؛ حاکم هوآن ژنگ
  - وزیر آموزش ژو از ۷۷۳ تا ۷۷۱ پیش از میلاد